# Gle Gire
Gle Gire är ett berg i Indonesien.   Det ligger i provinsen Aceh, i den västra delen av landet, 1 800 km nordväst om huvudstaden Jakarta. Toppen på Gle Gire är 444 meter över havet.
Terrängen runt Gle Gire är kuperad. Havet är nära Gle Gire västerut. Runt Gle Gire är det tätbefolkat, med 286 invånare per kvadratkilometer. Närmaste större samhälle är Banda Aceh, 10,9 km öster om Gle Gire. 